# Retornados (serie)
Retornados es una ficción sonora en español creada por Julio Rojas, autor de Caso 63. Se encuentra disponible en la plataforma de audio Sonora, donde se lanzó el 13 de septiembre de 2022.

## Sinopsis
Una expedición científica intenta hacer de Marte un hogar habitable para la humanidad. Después de más de ocho meses, los 136 colonos que se habían enviado en la expedición 'Mars Prima' intentan escapar. Solo retornaron 23. Un psicólogo se ocupa de la reinserción de tres de estos colonos hasta que un día se da cuenta de que ocultan algo.

## Reparto
- José Ángel Fuentes como Román.
- Ana Isabel Rodríguez como Estela.
- Guillermo Romero como Foster.
- Emma Cifuentes como Casandra.

## Lista de episodios
La serie cuenta con 10 episodios que salieron a la luz el 13 de septiembre de 2022.
| Número | Título                          | Duración |
| ------ | ------------------------------- | -------- |
| 1      | Número sobrante                 | 14:00    |
| 2      | El monstruo que llevamos dentro | 14:00    |
| 3      | Letra escarlata                 | 11:00    |
| 4      | El buen Marte                   | 11:00    |
| 5      | Versión oficial                 | 10:00    |
| 6      | ¿Qué pasó allí arriba?          | 11:00    |
| 7      | Anomalías                       | 14:00    |
| 8      | Phobos y Deimos                 | 11:00    |
| 9      | Todos morirán                   | 11:00    |
| 10     | Los terapeutas                  | 08:00    |